# 1998年の教育
1998年の教育（1998ねんのきょういく）は、1998年（平成10年）の教育関連のできごとの一覧である。

## 全般
- 文部省、平成14年度小中学校新学習指導要領案を発表。「ゆとり教育」を打ち出す。
- 文部省、「学校教育に関する意識」調査で小学生の約3割、中高生の約6割が授業をよくわからないと回答。
- 文部省が、小学校の学級崩壊を「学校教育上の大きな課題」と位置づけ、個別に実態を把握する方針を決定する

## 大学

### 新設
- 東京都立保健科学大学（現首都大学東京）
- 大阪市立大学看護短期大学部
- 群馬パース看護短期大学
- 白鳳女子短期大学

### 大学入試
- 1月19日、千葉大学工学部、高校2年生3人の飛び入学を発表。飛び入学は1947年学校教育法制定以来初めて[1]。